# Hörfunk und Fernsehen in Jugoslawien

Logo von Jugoslavenska radiotelevizija

Der Artikel Hörfunk und Fernsehen Jugoslawiens behandelt die Rundfunkgeschichte Jugoslawiens.

## Geschichte
Als erster Radiosender Jugoslawiens nahm Radio Zagreb am 15. Mai 1926 den Sendebetrieb auf. Zunächst privatwirtschaftlich betrieben, wurde er 1940 verstaatlicht. Am 30. Jahrestag seiner Gründung (15. Mai 1956) wurde mit der Ausstrahlung des ersten jugoslawischen Fernsehprogramms begonnen.
Radio Ljubljana startete am 28. Oktober 1928 mit einem Hörfunkprogramm, seit dem 28. November 1958 wurde auch ein Fernsehprogramm ausgestrahlt. Die Fernseh-Nachrichtensendungen wurden zunächst aus Belgrad übernommen, ab dem 15. April 1968 wurde eine eigene slowenischsprachige Nachrichtensendung ausgestrahlt. Als Regionalprogramm von RTV Ljubljana ging 1971 TV Koper/Capodistria auf Sendung, das zweisprachig slowenisch und italienisch sendete und sich auch in Italien großer Beliebtheit erfreute. Italienische Unternehmen bauten Sendeanlagen auf, die das Programm aus Koper übernahmen und auch in von Koper entfernten Regionen empfangbar machten.
Am 24. März 1929 begann der Sendebetrieb von Radio Belgrad, nachdem es einzelne Testsendungen seit 1924 gegeben hatte. Nach einer Unterbrechung durch den Zweiten Weltkrieg wurde der Sendebetrieb 1944 wieder aufgenommen. Am 23. August 1958 kam ein Fernsehprogramm hinzu. Am 31. Dezember 1971 kam ein zweites Fernsehprogramm dazu, mit dem von Beginn an erstmals in Jugoslawien in Farbe gesendet wurde. Ein drittes Fernsehprogramm mit Sendungen für Kinder startete am 1. Juli 1989.
Am 8. März 1936 begann Jugoslawien mit Sendungen auf Kurzwelle. Während des Zweiten Weltkrieges sendete das Programm Slobodna Jugoslavija (Freies Jugoslawien) aus Ufa (Sowjetunion). Nach 1945 betrieb Radio Belgrad ein Kurzwellenprogramm, seit dem 2. Februar 1978 sendete Radio Jugoslavija auf Kurzwelle.
Mit Radio Dubrovnik begann 1944 der erste kommunale Hörfunksender.
Radio Priština sendete ab 1944, das Fernsehprogramm von RTV Priština startete 1975.
Radio Skopje startete sein Programm am 28. Dezember 1944 mit der Liveübertragung einer Sitzung des Antifaschistischen Rates der Volksbefreiung Mazedoniens. Am 14. Dezember 1964 kam ein Fernsehprogramm hinzu.
Radio Sarajevo startete sein Programm am 10. April 1945, ein Fernsehprogramm kam 1969 dazu.
Radio Titograd ging 1949 in Betrieb, ein Fernsehprogramm folgte 1971.
Radio Novi Sad startete 1949; ein Fernsehprogramm gab es ab 1975.
Am 15. Mai 1989 ging in Belgrad der private Rundfunksender B92 in Betrieb, der in der Milošević-Ära zu den wenigen regierungsunabhängigen Medien gehörte.
Seit dem 23. Oktober 1990 gab es in Sarajevo das Fernsehprogramm YUTEL, das als Gegengewicht zu den inzwischen nationalistisch ausgerichteten Sendern der einzelnen Republiken eine einstündige Nachrichtensendung ausstrahlte.
Erst nach der Auflösung Jugoslawiens ging 1994 der Fernsehsender RTV Pink in Betrieb; er hat seinen Sitz in Belgrad, betreibt aber auch Programme für Montenegro und Bosnien und Herzegowina, und hat einzelne Sendungen für Kroatien im Programm, deckt damit also weite Teile des ehemaligen Jugoslawien ab. Auch der 2005 in Ljubljana gegründete Musiksender MTV Adria sowie der 2011 gegründete Nachrichtensender Al Jazeera Balkans mit Sitz in Sarajevo sind als Fernsehsender für das gesamte Gebiet des ehemaligen Jugoslawien konzipiert.

## Organisation
In Jugoslawien gab es acht Rundfunkorganisationen (je eine für jede Republik und Provinz), die sich 1952 zur Jugoslovenska/Jugoslavenska Radiotelevizija (JRT) zusammengeschlossen hatten. Mitte der 1980er-Jahre gab es die in der Tabelle angegebene Anzahl von Programmen.
| JRT-Rundfunkorganisationen mit Angabe der Anzahl der Hörfunk- und Fernsehprogramme | JRT-Rundfunkorganisationen mit Angabe der Anzahl der Hörfunk- und Fernsehprogramme | JRT-Rundfunkorganisationen mit Angabe der Anzahl der Hörfunk- und Fernsehprogramme | JRT-Rundfunkorganisationen mit Angabe der Anzahl der Hörfunk- und Fernsehprogramme |
| Rundfunkorganisation                                                               | Hörfunk                                                                            | Fernsehen                                                                          | Sprachen                                                                           |
| ---------------------------------------------------------------------------------- | ---------------------------------------------------------------------------------- | ---------------------------------------------------------------------------------- | ---------------------------------------------------------------------------------- |
| Radiotelevizija Beograd (RTB)                                                      | 4                                                                                  | 2                                                                                  | serbokroatisch, ungarisch, albanisch                                               |
| Radiotelevizija Ljubljana (RTLJ)                                                   | 4                                                                                  | 3                                                                                  | slowenisch, italienisch                                                            |
| Radiotelevizija Novi Sad (RTNS)                                                    | 4                                                                                  | 2                                                                                  | serbokroatisch, ungarisch, slowakisch, rumänisch, ruthenisch                       |
| Radiotelevizija Priština (RTP)                                                     | 2                                                                                  | 2                                                                                  | albanisch, serbokroatisch, türkisch                                                |
| Radiotelevizija Sarajevo (RTVSa)                                                   | 4                                                                                  | 2                                                                                  | serbokroatisch                                                                     |
| Radiotelevizija Skopje (RTSk)                                                      | 2                                                                                  | 2                                                                                  | mazedonisch, albanisch, türkisch                                                   |
| Radiotelevizija Titograd (RTT)                                                     | 1                                                                                  | 2                                                                                  | serbokroatisch, albanisch                                                          |
| Radiotelevizija Zagreb (RTZ)                                                       | 4                                                                                  | 3                                                                                  | serbokroatisch                                                                     |

Daneben gab es einige kommunale Radioprogramme, diese sendeten üblicherweise 2 bis 3 Stunden täglich ein regionales Programm, in der übrigen Zeit ein Radioprogramm des Senders der Republik bzw. Provinz. Umgekehrt wurden auch Informationssendungen der kommunalen Radioprogramme von den Republiks- bzw. Provinzprogrammen übernommen.
Das auf Kurzwelle sendende Programm Radio Jugoslavija brachte Sendungen in zehn Fremdsprachen (auch deutsch) sowie Sendungen für im Ausland lebende Jugoslawen.

## Empfang
Langwellensender wurden in Jugoslawien nicht betrieben.
Nach Inkrafttreten des Genfer Wellenplans 1978 nutzte Jugoslawien für den Mittelwellenrundfunk (neben zahlreichen Sendern mit geringer Reichweite) die folgenden Frequenzen:
| Starke Mittelwellensender in Jugoslawien | Starke Mittelwellensender in Jugoslawien | Starke Mittelwellensender in Jugoslawien |
| Frequenz kHz                             | Programm                                 | Sendeleistung kW                         |
| ---------------------------------------- | ---------------------------------------- | ---------------------------------------- |
| 612                                      | Sarajevo                                 | 600                                      |
| 684                                      | Belgrad                                  | 2000                                     |
| 810                                      | Skopje                                   | 1000                                     |
| 882                                      | Titograd                                 | 300                                      |
| 918                                      | Ljubljana                                | 600                                      |
| 1134                                     | Zagreb                                   | 1200                                     |
| 1269                                     | Novi Sad                                 | 600                                      |
| 1413                                     | Priština                                 | 1000                                     |

Mit Ausnahme des Programms aus Titograd, das von einem auf gleicher Frequenz sendenden Programm aus der DDR überdeckt wurde, waren die anderen Programme in Süddeutschland und Österreich nachts empfangbar, Belgrad und Zagreb dürften auch bis in den Norden Deutschlands empfangbar gewesen sein. Nach dem Zerfall Jugoslawiens wurden obengenannte Mittelwellensender von den jeweiligen Rechtsnachfolgern des Jugoslawischen Rundfunks übernommen, allerdings sind nur Ljubljana (918 kHz) und Skopje (810 kHz) noch heute in Betrieb.
Für den Empfang im Inland wurden hauptsächlich UKW-Sender eingesetzt.
Radio Jugoslavija nutzte hauptsächlich die Kurzwellenfrequenzen 6100, 7240 und 9620 kHz.
Die jugoslawischen Fernsehprogramme wurden im PAL-Format über UHF- und VHF-Frequenzen ausgestrahlt.

## Fernsehsendungen
Die Hauptnachrichtensendung war TV Dnevnik und wurde ab dem 23. August 1958 (dem Sendestart von RTV Beograd) täglich um 20 Uhr, ab 1974 um 19:30 Uhr ausgestrahlt.
Eine beliebte Fernsehserie war Profesor Baltazar (Zeichentrickserie 1967–1971), die für das jugoslawische Fernsehen produziert wurde und auch in ausländischen Fernsehsendern gezeigt wurde (u. a. skandinavische Staaten und Iran). Weitere Erfolge waren die Realserien für Kinder Die Rote Zora und ihre Bande und Sinji Galeb (‚Die Blaue Möwe‘), welche auch mehrfach in Deutschland ausgestrahlt wurden. Großer Beliebtheit unter den Kindern erfreuten sich die Sendereihen Špiro Špula zlatna nit und Jelenko (TV Zagreb), Branko Kockica und Kolariću Paniću (TV Beograd) und Muzički tobogan (TV Novi Sad).
TV Zagreb hatte mit der Ratesendung Kviskoteka, moderiert von Oliver Mlakar (* 1935), jahrelang einen Hit im Programm. An Fernsehserien konnte TV Zagreb mit Naše malo misto (1969), Kapetan Mikula Mali, Kapelski kresovi (1974) und Velo misto (1979–1980) Erfolge feiern. TV Zagreb hatte auch die Sendung Jadranski susreti (1970–1980, vergleichbar mit Spiel ohne Grenzen).
TV Beograd sendete die beliebte Sendereihe Folkparada, welche von Zlata Petković (* 1954), Predrag Gojković Cune (1932–2017) und Predrag Živković Tozovac (1936–2021) moderiert wurde. Ebenso beliebt waren die Quizsendungen von Mica Orlović (1934–2013). Bekannte Serien von TV Beograd waren etwa Pozorište u kući (1972–1981), Bolji život (‚Ein besseres Leben‘, 1987–1990), Žikina Dinastija (1985), Vruć vetar, Grlom u jagode, Kamiondžije. Beliebt waren die Tier-Dokumentarfilme aus der Reihe Svet koji nestaje (‚Eine Welt, die verschwindet‘) von Petar Lalović (* 1932).
Ab 1984 strahlte TV Sarajevo die beliebte Comedy-Sendung Top lista nadrealista (‚Hitparade der Surrealisten‘) aus, an der u. a. Mitglieder der Band Zabranjeno pušenje mitwirkten.
Das jugoslawische Fernsehen beteiligte sich an internationalen Fernsehformaten, z. B.
- Pesma Evrovizije bzw. Pjesma Eurovizije, slowenische Bezeichnung: Pesem Evrovizije (Eurovision Song Contest), ab 1961; der jugoslawische Beitrag wurde in einer Vorausscheidung ermittelt, die unter dem Namen Jugovizija, jährlich aus einer anderen jugoslawischen Republik, übertragen wurde. Jugoslawien war das einzige sozialistische Land, das am ESC teilgenommen hat.
- Sanremo-Festival
- Igre bez granica (Spiel ohne Grenzen), 1978–1982, 1990

## Nutzung
Von den angemeldeten rund 4,5 Millionen Hörfunk- und 4,0 Millionen Fernseh-Nutzern wurde eine Rundfunkgebühr erhoben, die (1984) 88 % der Einnahmen der JRT-Sender ausmachten, die übrigen Einnahmen wurden hauptsächlich durch Werbung erwirtschaftet.
Wie auch in vielen anderen südeuropäischen Ländern war es in Jugoslawien üblich, dass das Fernsehgerät viele Stunden am Tag als Hintergrundbeschallung läuft, auch wenn niemand hinsieht.